# جامعة أكتوبر للعلوم الحديثة والآداب
جامعة أكتوبر للعلوم الحديثة والآداب (MSA) هي جامعة خاصة مصرية تقع في مدينة السادس من أكتوبر وقد أسستها الدكتورة نوال الدجوي وهي رئيسة مجلس أمناء الجامعة. اللغة المعتمدة في التعليم في الجامعة هي اللغة الإنجليزية، توفر الجامعة درجتي بكالوريوس: درجة البكالوريوس بريطانية الصادرة والمصادق عليها من المملكة المتحدةمع الاعتماد الدولي،[بحاجة لمصدر] والأخر مصري معتمدة في مصر ويمنح خريجيها العضوية في النقابات المهنية.

## الكليات
تحتوي الجامعة على الكليات الأتية:
- كلية طب أسنان
- كلية الصيدلة
- كلية التكنولوجيا الحيوية
- كلية الهندسة
- كلية علوم الحاسب الألي
- كلية العلوم الإدارية
- كلية الإعلام
- كلية اللغات
- كلية الفنون والتصميم
- كلية العلاج الطبيعي

## الشهادة المعادلة منالمملكة المتحدة
التحقق من الصحة هو عملية يتم بموجبها تقييم برامج الجامعة من قبل لجنة، والتي تتشكل على حد سواء واعية ومحايدة من أجل طمأنة المجلس الأكاديمي أن يتم استيفاء التزام الجامعة على الجودة والمعايير.
وقد تم التحقق من صحتها من قبل جامعتين في المملكة المتحدة، جامعة بدفوردشير (University Of Bedfordshire) وجامعة غرينتش (University of Greenwich). وفقا لذلك، يحصل المتخرج على درجتي بكالوريس، من المملكة المتحدة و من مصر و المعتمدة من قبل المجلس الأعلى المصري للجامعات.
كانت جامعة أكتوبر للعلوم الحديثة والآداب رائدة في مصر في التحقق من صحة برامجها مع الجامعات البريطانية في عام 2002.
وهي أول جامعة مصرية تمنح خريجيها درجة بكالوريوس مزدوجة المصدر؛ وهي درجة بريطانية من جامعات ميدلسكس (2002-2014)، أو بدفوردشير (2014 حتى الآن)، أو جامعة جرينتش (2002 حتى الآن)، ودرجة مصرية أخرى معتمدة من المجلس الأعلى للجامعات المصرية. وبذلك يتمتع خريجو جامعة أكتوبر للعلوم الحديثة والآداب بامتياز الحصول على المنح الدراسية وفرصة مواصلة دراساتهم في الماجستير والدكتوراه في المملكة المتحدة.

### كليات مصدق عليها من جامعة بيدفوردشير
- كلية اللغات
- كلية الإعلام
- كلية الفنون والتصميم

### كليات مصدق عليها من جامعة غرينيتش
- كلية الهندسة
- كلية الصيدلة
- كلية التكلونوجيا الحيوية
- كلية علوم الحاسب
- كلية علوم الادارة

## وصلات خارجية
- الموقع الرسمي لجامعة MSA

1. ↑   https://www.4icu.org/reviews/1254.htm. {{استشهاد ويب}}: |url= بحاجة لعنوان (مساعدة) والوسيط |title= غير موجود أو فارغ (من ويكي بيانات) (مساعدة)
2. ↑  خرائط جوجل، QID:Q12013